# 牛树才
牛树才（1908年8月—1990年2月6日），男，直隶曲阳人，中华人民共和国政治人物。

## 生平
牛树才是河北省曲阳县上庄子村人。1925年五卅运动后，牛树才领导学生罢课，被推选为保定直隶省甲种工业学校学生会领导人，参加保定学联工作，被学校开除。1925年9月，加入中国共产主义青年团，后转为中国共产党员。10月，转入保定大中专业学校。同年底，因领导学生驱逐校长斗争，再次被开除。1927年，筹建曲阳城厢平民学校（后改名燕南民众学校），任董事长兼校长。1931年，曲阳县建立了共产党组织，他即与县党组织取得联系，并以平民学校为掩护，从事中共地下工作。1937年七七事变后，牛树才被推为党城区战地动员会主任，参加筹备成立曲阳县抗日民主政府。1937年10月，任中共曲阳县委组织部长。1938年冬，任县委书记。1939年10月，任北岳区一地委组织部长、代理地委书记。1944年9月，任中共冀察区党委常委、组织部长。
第二次国共内战时期，1946年10月，牛树才任中共冀热察区委员会副书记、冀热察军区副政委。1947年10月任中共冀热察区委员会书记兼冀热察军区政委。至1948年8月，继续任中共冀热察区委员会书记、冀热察军区政委。1948年，他和冀热察军区司令员詹大南率部参加了平津战役。1948年底，升任察哈尔省委书记兼张家口市委书记、市军管会主任。 
1949年2月初，为解决南方干部缺乏问题，华北南下干部纵队在河北安国县组建完毕，牛树才任纵队长，中共冀察晋五分区地委书记马天水任政治委员。纵队下辖3个支队，每个支队500人，共约1500名干部。2月25日，华北南下干部纵队从安国县出发，一路向南，经石家庄、德州、济南、蚌埠，于3月初到达合肥，并在合肥驻下休整。渡江战役爆发后，华北南下干部纵队从合肥出发，到达安庆，并于4月23日从安庆乘船过江，到达贵池，与皖南沿江支队领导机关会师。随即，牛树才、马天水等率领部分干部到达屯溪，各支队及所属大队按照事先安排，奔赴皖南各县。1949年5月7日，皖南军区成立，他担任政委（刘飞任司令员）。5月13日，皖南区委正式宣告成立，由9人组成，书记谢富治，第一副书记牛树才，第二副书记胡明，第三副书记马天水，委员有牛树才、胡明、马天水、黄庆熙、刘平、熊兆仁、魏明、苏毅然。皖南区委隶属中共中央华东局领导，下辖屯溪市委和芜当、宣城、池州、徽州地委。1949年11月，担任皖北区第二书记，兼任任华东军政委员会土改委员会副书记，属中共中央华东局领导，下辖中共阜阳、宿县、滁县、巢湖、六安、安庆6个地委和合肥、蚌埠、安庆3个市委。
1952年1月2日，中共中央批准，皖北区党委合并入新成立的中共安徽省委员会，由曾希圣、牛树才、刘飞、黄岩、李世农、李世焱、胡明、杨建新、孙仲德、苏毅然、桂林栖、张恺帆12名委员组成，曾希圣为书记，牛树才为副书记。此外牛树才担任安徽省军区第二政委。8月25日，安徽省人民政府成立，牛树才出任省政府副主席。1955年1月，任上海市人民委员会交通办公室主任。1956年秋任上海市基本建设委员会主任、中共上海市委候补委员。1957年1月至1960年1月，牛树才担任上海市副市长。1960年2月，调河北省工作，任河北省副省长兼建委主任、省政协副主席。1960年12月，补选为中共河北省委候补委员。文化大革命期间受迫害。1979年1月，任河北省政协副主席、党组副书记。1980年，在河北省第五届人大第二次会议上当选为河北省人大常委会常务副主任、代理主任、党组副书记。1983年5月，牛树才任中共河北省顾问委员会筹备组组长。1990年2月6日，牛树才在河北石家庄病逝，享年82岁。